# Cernița, Florești
Cernița este un sat din raionul Florești, Republica Moldova.

## Demografie

### Structura etnică
Structura etnică a satului conform recensământului populației din 2004:
| Grup etnic         | Populație | % Procentaj |
| ------------------ | --------- | ----------- |
| Moldoveni / Români | 1.089     | 99,18%      |
| Ruși               | 6         | 0,55%       |
| Ucraineni          | 3         | 0,27%       |
| Total              | 1.098     | 100%        |

## Administrație și politică
Componența Consiliului local Cernița (9 consilieri), ales la 5 noiembrie 2023, este următoarea:
|  | Partid                           | Consilieri | Componență | Componență | Componență | Componență | Componență | Componență | Componență |
|  | -------------------------------- | ---------- | ---------- | ---------- | ---------- | ---------- | ---------- | ---------- | ---------- |
|  | Mișcarea „Respect Moldova”       | 7          |            |            |            |            |            |            |            |
|  | Partidul Acțiune și Solidaritate | 2          |            |            |            |            |            |            |            |